# Bremer Rat für Integration

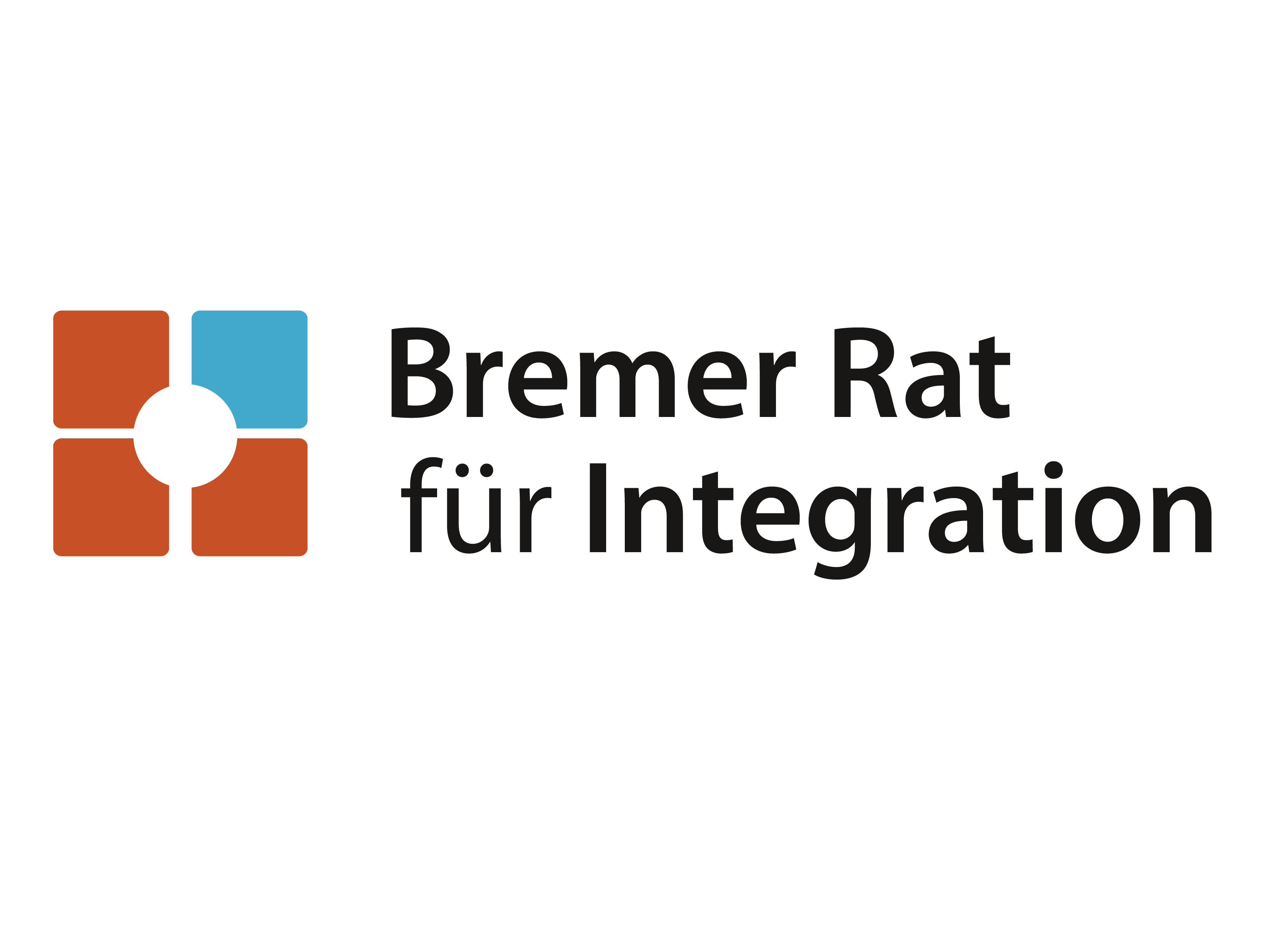
Logo-BRI

Der Bremer Rat für Integration wurde durch Beschluss der Deputation für Soziales, Jugend, Senioren und Ausländerintegration Bremen im Dezember 2004 eingerichtet. Das Ziel der Arbeit des Bremer Rates für Integration besteht darin, einen Beitrag zur Stärkung der Integration von Menschen mit Migrationshintergrund als bedeutsame gesellschaftliche Aufgabe zu leisten und zu einer verstärkten Zusammenarbeit aller Akteure der Integrationspolitik und -arbeit im Land Bremen beizutragen.

## Aufgaben und Ziele
Aufgabe des Bremer Rates für Integration ist es, die Eingliederung von Zuwanderern und das gleichberechtigte Zusammenleben in einer multiethnischen Gesellschaft im Lande Bremen zu fördern und zu unterstützen. Diese Aufgabe umfasst:
- die Erarbeitung von Stellungnahmen zu integrationspolitischen Fragen und Vorhaben,
- die Begleitung der Umsetzung der integrationspolitischen Konzepte und Beschlüsse der Bremischen Bürgerschaft und des Senats und die Mitwirkung an ihrer Weiterentwicklung. Besondere Schwerpunkte sind dabei die Verbesserung der Bildung und Fortbildung von Menschen mit Migrationshintergrund und deren Eingliederung bzw. Wiedereingliederung in den Arbeitsmarkt,
- die Förderung der Zusammenarbeit aller bremischen Akteure der Integrationspolitik und der Institutionen, die den Integrationsprozess maßgeblich begleiten, beeinflussen und unterstützen,
- die Initiierung, Organisation und Begleitung von Fachveranstaltungen und Diskussionsforen,
- die Förderung der politischen Beteiligung von Migranten, insbesondere bisher unterrepräsentierter Gruppen,
- die Förderung der aktiven Beteiligung bei der Gestaltung der Integrationsaufgaben der Vereine,
- die Förderung des interkulturellen Dialogs und der interkulturellen Öffnung,
- die Begleitung von Erhebungen und Expertenbefragungen/Anhörungen,
- die Initiierung von Bestandsaufnahmen der Lage von Menschen mit Migrationshintergrund im Land Bremen in allen wichtigen gesellschaftlichen Bereichen,
- die Befassung mit Gesetzgebungsfragen auf Landes-, Bundes- und EU-Ebene, z. B. in Fragen der Antidiskriminierung.

## Unterstützung und Zusammenarbeit
Die Senatskanzlei unterstützt den Bremer Rat für Integration bei der Erfüllung dieser Aufgaben und stellt ihm insbesondere die erforderlichen Informationen zur Verfügung. Die Senatskanzlei gibt dem Bremer Rat für Integration in angemessener Zeit Auskunft zu seinen Fragen und Anliegen, soweit es ihre Zuständigkeit betrifft.
Die Senatskanzlei bezieht den Bremer Rat für Integration in die Planung von Maßnahmen, die die Integration von Migranten betreffen, rechtzeitig ein, damit er Gelegenheit hat, Empfehlungen vorzubereiten und auszusprechen.
Der Bremer Rat für Integration ist berechtigt, den zuständigen parlamentarischen Gremien Vorschläge, Empfehlungen und Stellungnahmen vorzulegen.
Die Senatskanzlei hört den Bremer Rat für Integration vor der Verabschiedung von Gesetzen, Richtlinien, Konzepten und Programmen, die Fragen der Integration berühren, an.
Alle mit Fragen der Integrationspolitik befassten gesellschaftlichen Kräfte und Institutionen sind aufgerufen, den Bremer Rat für Integration bei der Erfüllung dieser Aufgaben zu unterstützen.
Die Senatskanzlei stellt dem Bremer Rat für Integration die für die Erfüllung seiner Aufgaben erforderlichen finanziellen und sachlichen Mittel zur Verfügung.
Der/die Vorsitzende des Bremer Rates für Integration nimmt an den Sitzungen des für Integration zuständigen Parlamentsausschusses als ständiger Gast beratend teil.

## Mitgliedschaft
Dem Bremer Rat für Integration gehören als stimmberechtigte Mitglieder an: 
4 Vertreter aus der Stadtgemeinde Bremerhaven (Benennung: Magistrat Bremerhaven),
4 Vertreter der im Land Bremen tätigen religiösen Gemeinschaften (Benennung: Islamische Religionsgemeinschaften, Bremische Evangelische Kirche, Katholisches Büro Bremen, Jüdische Gemeinde im Land Bremen),
2 Vertreter der im Land Bremen tätigen Akteursgruppe Arbeitsmarkt (Benennung: DGB und Unternehmensverbände im Land Bremen),
2 Vertreter der im Land Bremen tätigen Akteursgruppe Bildung und Weiterbildung (Benennung: Das für Bildung zuständige Senatsressort und Landesausschuss für Weiterbildung),
2 Vertreter der im Land Bremen tätigen Wohlfahrtsverbände (Benennung: LAG Bremen),
2 Vertreter der im Land Bremen tätigen Akteursgruppe Kultur, Wissenschaft und Forschung (Benennung: Die für Kultur und Wissenschaft zuständigen Senatsressorts),
1 Vertreter des Landessportbundes,
1 Vertreter der im Land Bremen tätigen Medien (Benennung: Landespressekonferenz),
1 Vertreter der im Land Bremen tätigen Flüchtlingsorganisationen (Benennung: Bremer Flüchtlingsrat),
1 gemeinsamer Vertreter der organisierten Elternvertretungen (Benennung: ZEB/ZEV),
1 gemeinsamer Vertreter der Schüler- und Studierendenvertretungen im Land Bremen,
8 Personen, die in der Integrationsarbeit besonders erfahren sind.
Für jedes Mitglied wird ein stellvertretendes Mitglied benannt und berufen, das das Mitglied bei Verhinderung im Bremer Rat für Integration mit Sitz und Stimme vertritt. Die stellvertretenden Mitglieder können auch dann an den Sitzungen teilnehmen, wenn das Mitglied nicht verhindert ist.

## Arbeitsgruppen
Neun Arbeitsgruppen widmen sich verschiedenen Themen der Integrationsarbeit.
Viermal im Jahr treffen sich die Mitglieder des Bremer Rates für Integration in einer öffentlichen Sitzung an wechselnden Orten. „Doch die eigentliche Arbeit findet in der Zeit zwischen den Sitzungen statt.“ Zu diesem Zweck wurden neun Arbeitsgruppen ins Leben gerufen.
Sinn und Zweck ist es, hier konzentriert zu einem Thema zu arbeiten und konkrete Ideen zu entwickeln. Die in den AGs entwickelten Vorhaben gehen dann an den siebenköpfigen Vorstand. Denn der entscheidet letztlich über alle Belange des Rates. Er wägt ab, ob die Umsetzung einer Idee machbar und bezahlbar ist oder leider Utopie bleiben muss. Die Satzung sieht vor, dass jedes Vorstandsmitglied einer Arbeitsgruppe vorsteht. Aber auch „einfache“ Mitglieder können eine Arbeitsgruppe leiten.
AG 1: Zusammenleben fördern
Diese Arbeitsgruppe informiert sich für ihre Arbeit in den Stadtteilen über das Zusammenleben von Zuwanderern und Einheimischen, etwa bei den Quartiersmanagern. 2008 hatte sich die Gruppe für die Einrichtung so genannter „Räume der Stille“ in den Bremer Krankenhäusern eingesetzt. Räume, in denen alle Menschen, egal welcher Religion, Ruhe finden sollen. Am 19. August 2009 wurde im Diakonie-Krankenhaus in Gröpelingen der „Raum der Stille“ eingeweiht. „An diese Arbeit werden wir anknüpfen, das Thema ist noch immer aktuell“, sagt Halime Cengiz.
AG 2: Vorschulische und schulische Bildung
Auch diese Arbeitsgruppe war schon in der ersten Legislaturperiode des BRI aktiv. Aktuelle Anfragen liegen der AG bereits vor zu den Themen Schulbesuch und Versorgung minderjähriger unbegleiteter Jugendlicher (gemeinsam mit der AG Flüchtlinge) sowie Cito-Sprachtest vor der Einschulung. Darüber hinaus will die AG auch eigene thematische Schwerpunkte setzen.
AG 3: Berufliche Qualifikation und Arbeitsmarkt
Die AG beschäftigt sich mit der Anerkennung ausländischer Berufsqualifikationen. Außerdem wird man Themen aus der Bremer Vereinbarung für Ausbildung und Fachkräftesicherung 2011 bis 2013 (wird verlängert 2014 bis 2017) bearbeiten. Schwerpunkt: Jugendliche mit Migrationshintergrund verstärkt für die duale Ausbildung zu gewinnen.
AG 4: Antidiskriminierung
Die AG setzt sich für die kontinuierliche Weiterentwicklung einer Antidiskriminierungskultur, die effektive Bekämpfung der Ursachen von Diskriminierung in verschiedenen Lebensbereichen, wie z. B. am Arbeitsmarkt, bei der Wohnungssuche und im Behördenkontakt ein sowie für die Einrichtung einer zentralen und unabhängigen Antidiskriminierungsstelle im Land Bremen.
AG 5: Afrika
Die AG will den vielen verschiedenen Vereinen und anderen Zusammenschlüssen zum Thema Afrikaner in Bremen sowie interessierten, engagierten Einzelpersonen die Möglichkeit einer Vernetzung geben. So sollen soziale und politische Zusammenhänge deutlich gemacht und damit zur Integration der bei uns lebenden Afrikaner beigetragen werden.
AG 6: Flüchtlinge
Themen sind aktuell dringende Fragen bezüglich der Unterbringung, Verpflegung, Beschulung von Flüchtlingen. Die AG sucht den Kontakt mit Entscheidungsträgern aus Politik und Verwaltung zur gemeinsamen Erarbeitung schneller und bedarfsgerechter Lösungen.
AG 7: Bremerhaven
Hier geht es um für die Schwesterstadt spezifische Probleme. „Derzeit sind wir mit dem Magistrat, dem Zoll und dem Gesundheitsamt im Gespräch zur Problematik der steigenden Kriminalität in der Stadt, deren Opfer vor allem die aus Bulgarien und Rumänien zugewanderten ‘neue EU-Bürger’ sind“, so Daniel de Oliveira Soares.
AG 8: Gesundheit
Haben Migranten andere gesundheitliche Probleme als die Alteingesessenen? Wer kümmert sich um sie im Alter? Wie werden die so genannten Papierlosen versorgt? Das sind einige der vielen Themen, mit den sich die AG Gesundheit befasst. Die AG Gesundheit des Bremer Rates für Integration arbeitet eng mit dem Interkulturellen Netzwerk Gesundheit zusammen.
AG 9: Kultur
Die AG möchte Zugewanderte und Einheimische gleichermaßen mit Kultur erreichen, will politische Themen kulturell begleiten. Hier ist viel Platz für kreative Ideen. Es sollen u. a. Veranstaltungen wie Lesungen, Konzerte, Ausstellungen etc. organisiert werden.
AG 10: Integrationskonzaption
Bereits 2011 hatte sich der BRI der Fortschreibung der Bremischen Integrationskonzeption ab 2012 angenommen und ein öffentliches Beteiligungsverfahren in Form eines ganztägigen Expertenhearings initiiert und organisiert. Dazu waren 24 Integrationsexperten aus unterschiedlichen Bereichen geladen, die den Entwurf der „Konzeption zur Integration von Migranten im Lande Bremen 2011–2015“ inhaltlich wie formal kritisch diskutierten. Die Ergebnisse flossen in die Ausarbeitung des neukonzipierten „Entwicklungsplans Partizipation und Integration 2012–2015“ ein. Zur Mitte der politischen Legislaturperiode möchte die AG Anfang 2014 einen kritischen Blick auf den aktuellen Umsetzungsstand des „Entwicklungsplanes“ werfen.

## Publikationen

### Zeitung MITeinander
Jeder Einzelne in unserer Gesellschaft ist aufgefordert, seinen Beitrag zur Integration zu leisten und Sorge für ein friedliches Miteinander zu tragen. Viele Personen, Gruppen, Vereine, Institutionen und Initiativen engagieren sich bereits kontinuierlich in diesem Prozess. Sie aufeinander aufmerksam zu machen und letztlich ihre Vernetzung zu fördern, sieht die Zeitung MITeinander des Bremer Rates für Integration als ihre Aufgabe. Sie erscheint in einer Auflage von 5000 Exemplaren und wird an alle am Integrationsprozess aktiv beteiligten Organisationen und Einzelpersonen verteilt. Darüber hinaus gewährt sie allen aktiv Beteiligten einen Einblick in die Arbeit des Bremer Rates für Integration. Sie wird herausgegeben vom Bremer Rat für Integration in Verbindung mit dem Referat für Zuwandererangelegenheiten und Integrationspolitik beim Senator für Arbeit, Frauen, Gesundheit, Jugend und Soziales und erscheint etwa alle zwei Monate.